# Mistrzostwa Estonii w piłce siatkowej mężczyzn (2022)
Mistrzostwa Estonii w piłce siatkowej mężczyzn 2022 (est. Eesti meeste meistrivõistlused võrkpallis 2022) – 97. sezon walki o mistrzostwo Estonii (wliczając mistrzostwa Estonii w latach 1925-1944 oraz mistrzostwa Estońskiej SRR) zorganizowany przez Estoński Związek Piłki Siatkowej (Eesti Võrkpalli Liit, EVL). Mistrzostwa zainaugurowane zostały 9 marca i trwały do 8 kwietnia 2022 roku.
W Mistrzostwach Estonii 2022 uczestniczyły cztery drużyny biorące udział w lidze bałtyckiej. Rozgrywki składały się z półfinałów, meczów o 3. miejsce i finałów. W półfinałach rywalizacja toczyła się do trzech zwycięstw, w finałach do czterech zwycięstw, natomiast o 3. miejsce zespoły grały do dwóch wygranych meczów.
Po raz piąty mistrzem Estonii został klub Bigbank Tartu, który w finałach fazy play-off pokonał Pärnu VK. Trzecie miejsce zajął TalTech.

## System rozgrywek
Mistrzostwa Estonii 2022 składały się z półfinałów, meczów o 3. miejsce i finałów. Uczestniczyły w nich cztery estońskie drużyny grające w lidze bałtyckiej.
Pary półfinałowe utworzone zostały na podstawie miejsc zajętych przez poszczególne drużyny w fazie zasadniczej ligi bałtyckiej. Pierwszą parę utworzyła najlepsza estońska drużyna z czwartą, natomiast drugą parę – dwa pozostałe zespoły. Rywalizacja toczyła się do trzech zwycięstw ze zmianą gospodarza po każdym meczu. Gospodarzem pierwszego spotkania była drużyna, która w fazie zasadniczej ligi bałtyckiej zajęła wyższe miejsce. Zwycięzcy w parach półfinałowych grali w finałach o mistrzostwo Estonii, przegrani natomiast walczyli o 3. miejsce.
O 3. miejsce drużyny rywalizowały do dwóch zwycięstw. Gospodarzem pierwszego meczu była drużyna, która w fazie zasadniczej ligi bałtyckiej zajęła niższe miejsce, natomiast drugiego i potencjalnie trzeciego meczu – ta, która zajęła wyższe miejsce.
Finały grane były do czterech zwycięstw ze zmianą gospodarza po każdym meczu. Gospodarzem pierwszego spotkania była drużyna, która w fazie zasadniczej ligi bałtyckiej zajęła wyższe miejsce.

## Drużyny uczestniczące
| | Mistrzostwa Estonii 2022 |   |        |
| --- | ------------------------ | - | ------ |
| TRT | Bigbank Tartu            | 1 | el. LM |
| SEL | Selver Tallinn           | 3 |        |
| PÄR | Pärnu VK                 | 4 | Ch     |
| TTE | TalTech                  | 5 | Ch     |
| Oznaczenia: - kolumna pierwsza – skróty nazw drużyn wpisane na mapie (jeśli ta została zamieszczona), - kolumna trzecia – miejsce zajęte przez daną drużynę w poprzednim sezonie. |                          |   |        |

## Rozgrywki

### Drabinka
|  |           |                |                |                |                |                |           |                    |               |        |        |        |        |        |        |        |        |        |
|  | Półfinały | Półfinały      | Półfinały      | Półfinały      | Półfinały      | Półfinały      | Półfinały |                    |               | Finały | Finały | Finały | Finały | Finały | Finały | Finały | Finały | Finały |
|  | Półfinały | Półfinały      | Półfinały      | Półfinały      | Półfinały      | Półfinały      | Półfinały |                    |               | Finały | Finały | Finały | Finały | Finały | Finały | Finały | Finały | Finały |
|  |           |                |                |                |                |                |           |                    |               |        |        |        |        |        |        |        |        |        |
|  |           |                |                |                |                |                |           |                    |               |        |        |        |        |        |        |        |        |        |
|  | 1         | Bigbank Tartu  | 3              | 3              | 3              |                |           |                    |               |        |        |        |        |        |        |        |        |        |
|  | 1         | Bigbank Tartu  | 3              | 3              | 3              |                |           |                    |               |        |        |        |        |        |        |        |        |        |
|  | 4         | Selver Tallinn | 0              | 0              | 0              |                |           |                    |               |        |        |        |        |        |        |        |        |        |
|  | 4         | Selver Tallinn | 0              | 0              | 0              |                |           | 1                  | Bigbank Tartu | 3      | 3      | 3      | 3      |        |        |        |        |        |
|  |           |                |                |                |                |                |           | 1                  | Bigbank Tartu | 3      | 3      | 3      | 3      |        |        |        |        |        |
|  |           |                | 3              | Pärnu VK       | 0              | 0              | 0         | 1                  |               |        |        |        |        |        |        |        |        |        |
|  | 2         | TalTech        | 3              | Pärnu VK       | 0              | 0              | 0         | 1                  | 3             | 3      | 0      | 2      | 1      |        |        |        |        |        |
|  | 2         | TalTech        |                |                |                |                |           |                    |               |        |        |        |        |        |        |        |        |        |
|  | 3         | Pärnu VK       | 2              | 1              | 3              | 3              | 3         |                    |               |        |        |        |        |        |        |        |        |        |
|  | 3         | Pärnu VK       | 2              | 1              | 3              | 3              | 3         | Mecze o 3. miejsce |               |        |        |        |        |        |        |        |        |        |
|  |           |                |                |                |                |                |           |                    |               |        |        |        |        |        |        |        |        |        |
|  |           |                |                |                |                |                |           |                    |               |        |        |        |        |        |        |        |        |        |
|  |           |                |                |                |                |                |           |                    |               |        |        |        |        |        |        |        |        |        |
|  | 2         | TalTech        | TalTech        | TalTech        | TalTech        | TalTech        | 3         | 3                  |               |        |        |        |        |        |        |        |        |        |
|  | 2         | TalTech        | TalTech        | TalTech        | TalTech        | TalTech        | 3         | 3                  |               |        |        |        |        |        |        |        |        |        |
|  | 4         | Selver Tallinn | Selver Tallinn | Selver Tallinn | Selver Tallinn | Selver Tallinn | 1         | 1                  |               |        |        |        |        |        |        |        |        |        |
|  | 4         | Selver Tallinn | Selver Tallinn | Selver Tallinn | Selver Tallinn | Selver Tallinn | 1         | 1                  |               |        |        |        |        |        |        |        |        |        |

### Półfinały
(do trzech zwycięstw)
| Data              | Godz.             | Gospodarz         | Rezultat                                | Gość               | Widzów             |
| ----------------- | ----------------- | ----------------- | --------------------------------------- | ------------------ | ------------------ |
| Bigbank Tartu (1) | Bigbank Tartu (1) | Bigbank Tartu (1) | 3 – 0                                   | (4) Selver Tallinn | (4) Selver Tallinn |
| 10.03.2022        | 19:00             | Bigbank Tartu     | 3:0 (25:19, 25:19, 25:21)               | Selver Tallinn     | 78                 |
| 13.03.2022        | 17:00             | Selver Tallinn    | 0:3 (19:25, 24:26, 23:25)               | Bigbank Tartu      | 180                |
| 16.03.2022        | 19:00             | Bigbank Tartu     | 3:0 (25:13, 25:18, 25:12)               | Selver Tallinn     | 170                |
| TalTech (2)       | TalTech (2)       | TalTech (2)       | 2 – 3                                   | (3) Pärnu VK       | (3) Pärnu VK       |
| 09.03.2022        | 19:00             | TalTech           | 3:2 (21:25, 25:18, 25:20, 18:25, 15:13) | Pärnu VK           | 200                |
| 12.03.2022        | 17:00             | Pärnu VK          | 1:3 (25:19, 21:25, 17:25, 22:25)        | TalTech            | 126                |
| 17.03.2022        | 19:00             | TalTech           | 0:3 (25:27, 15:25, 22:25)               | Pärnu VK           | 250                |
| 19.03.2022        | 17:00             | Pärnu VK          | 3:2 (25:13, 23:25, 25:18, 23:25, 15:13) | TalTech            | 225                |
| 23.03.2022        | 19:00             | TalTech           | 1:3 (17:25, 20:25, 25:21, 20:25)        | Pärnu VK           | 550                |

### Mecze o 3. miejsce
(do dwóch zwycięstw)
| Data        | Godz.       | Gospodarz      | Rezultat                         | Gość               | Widzów             |
| ----------- | ----------- | -------------- | -------------------------------- | ------------------ | ------------------ |
| TalTech (2) | TalTech (2) | TalTech (2)    | 2 – 0                            | (4) Selver Tallinn | (4) Selver Tallinn |
| 06.04.2022  | 19:00       | Selver Tallinn | 1:3 (20:25, 25:17, 16:25, 25:27) | TalTech            | 100                |
| 08.04.2022  | 18:00       | TalTech        | 3:1 (23:25, 25:23, 25:23, 25:20) | Selver Tallinn     | 200                |

### Finały
(do czterech zwycięstw)
| Data              | Godz.             | Gospodarz         | Rezultat                         | Gość          | Widzów       |
| ----------------- | ----------------- | ----------------- | -------------------------------- | ------------- | ------------ |
| Bigbank Tartu (1) | Bigbank Tartu (1) | Bigbank Tartu (1) | 4 – 0                            | (3) Pärnu VK  | (3) Pärnu VK |
| 27.03.2022        | 17:00             | Bigbank Tartu     | 3:0 (25:17, 25:17, 25:19)        | Pärnu VK      | 300          |
| 30.03.2022        | 19:00             | Pärnu VK          | 0:3 (21:25, 15:25, 22:25)        | Bigbank Tartu | 385          |
| 04.04.2022        | 19:00             | Bigbank Tartu     | 3:0 (25:22, 25:20, 25:22)        | Pärnu VK      | 230          |
| 06.04.2022        | 19:00             | Pärnu VK          | 1:3 (23:25, 22:25, 27:25, 24:26) | Bigbank Tartu | 415          |

## Klasyfikacja końcowa
| Poz. | Drużyna        |
| ---- | -------------- |
| 1.   | Bigbank Tartu  |
| 2.   | Pärnu VK       |
| 3.   | TalTech        |
| 4.   | Selver Tallinn |

## Drużyna sezonu
| Pozycja      | Zawodnik                       |
| ------------ | ------------------------------ |
| Rozgrywający | Kert Toobal (Bigbank Tartu)    |
| Atakujący    | Matěj Šmídl (TalTech)          |
| Przyjmujący  | Albert Hurt (Bigbank Tartu)    |
| Przyjmujący  | Martti Juhkami (Bigbank Tartu) |
| Środkowi     | Kevin Soo (Bigbank Tartu)      |
| Środkowi     | Toms Švans (Pärnu VK)          |
| Libero       | Silver Maar (Pärnu VK)         |